# Lecanto
Lecanto statisztikai település az USA Florida államában, Citrus megyében. Lakosainak száma 6301 fő (2020. április 1.).
Számos megyei önkormányzati létesítménynek ad otthont, mint például a Citrus megyei seriffhivatal és a Közép-Floridai Főiskola Citrus Campusa.

## Népesség
A település népességének változása:

| 2010 | 5 882 |
| 2020 | 6 301 |